# أوبو أر17
أوبو أر17 (أر إكس17 في أوروبا) هو فابلت بنظام أندرويد من قبل أوبو. وهي تضم أوبو أر17،  أر17 برو،  وأر17 نيو،  والتي تم كشف النقاب عنها رسميًا في 23 أغسطس 2018 للسوق الصينية. كان أر17 هو أول هاتف ذكي يحصل على "Hyper Boost Acceleration Engine" من أوبو، والذي يوفر تحسينات في أداء الألعاب واستخدام النظام والتطبيق.

## مواصفات

### ذاكرة
يحتوي OPPO R17 على ذاكرة مدمجة بسعة 128 جيجا بايت وفتحات 2 مايكروسد تدعم سعة تخزينية إضافية تصل إلى 256 جيجابايت.

### البرمجيات
يعمل Oppo R17 على نظام التشغيل Color OS 5.2 ،  استنادًا إلى أندرويد 8.1. ولديه ميزة Google Assistant وLens في برنامجها.